# ستيف شميت
ستيف شميت هو لاعب كرة القدم الكندية كندي، ولد في 17 يوليو 1984 في وينيبيغ في كندا.